# Sørmarka
Sørmarka est une zone forestière située au sud-ouest Østmarka à l'est du Sentrum d'Oslo, en Norvège. C'est une partie d'Oslomarka, dans les municipalités d'Oslo, Nordre Follo, Enebakk et Indre Østfold.

## Description
Frontière à l'est le long de la route départementale 155 d'Oslo à Ytre Enebakk, et au sud le long du cours d'eau Mjær et de la ville de Tomter (en). 
Sørmarka doit essentiellement être considéré comme cinq zones forestières au sud d' Oslo, séparées les unes des autres par des terres agricoles, des villes densément bâties, des voies ferrées, des routes et des zones industrielles. La zone est propice à la randonnée et au ski nordique au départ de Svartskog où se trouve l'église d'Oppegård.
Mjærskaukollen (300 m) est le plus haut sommet.

## Zones protégées
- Zone de conservation du paysage de Svartskog[3].
- Réserve naturelle de Delingsdalen[4].
- Lac Nærevannet

## Galerie

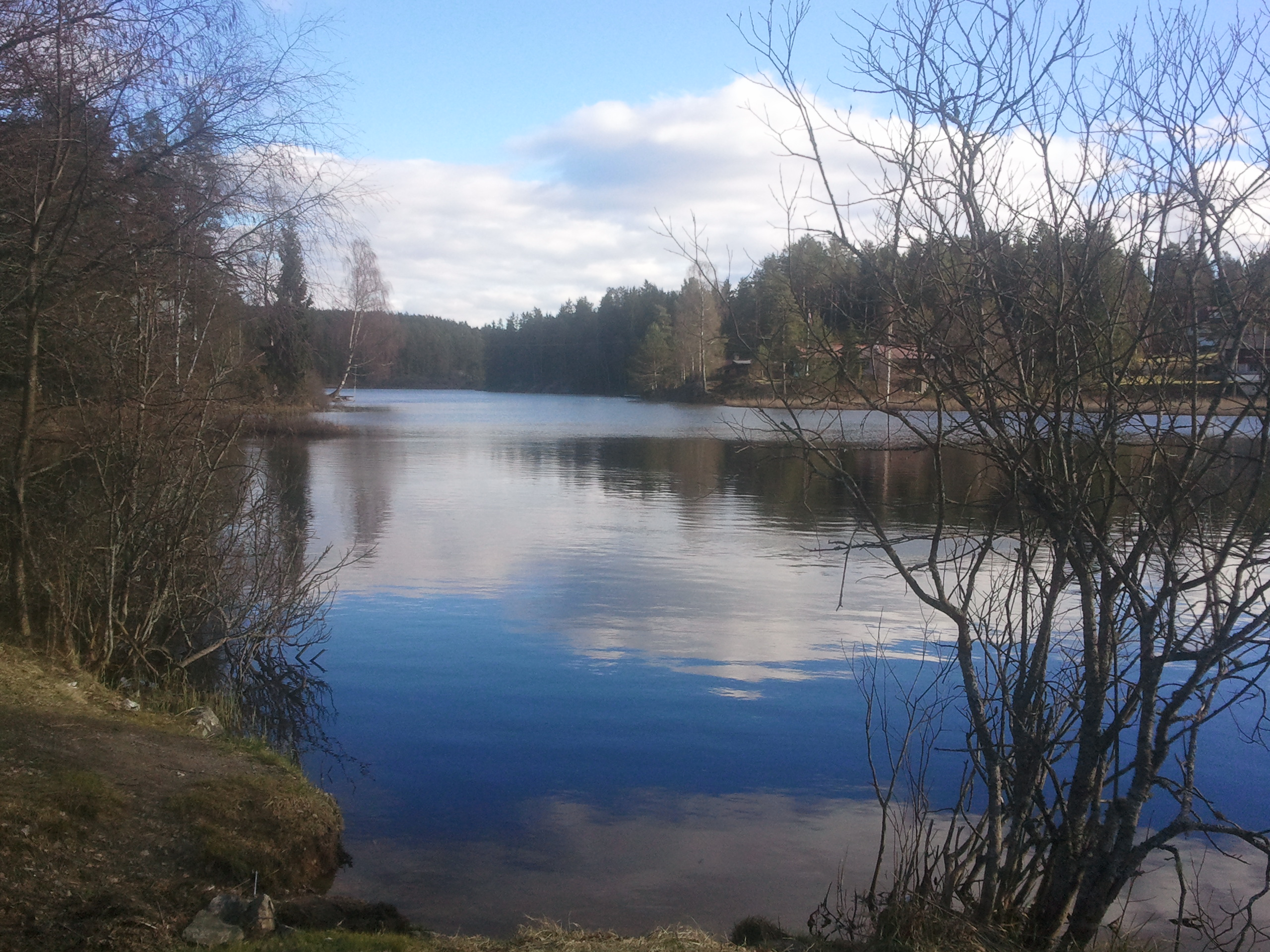
Lac Sværsvann
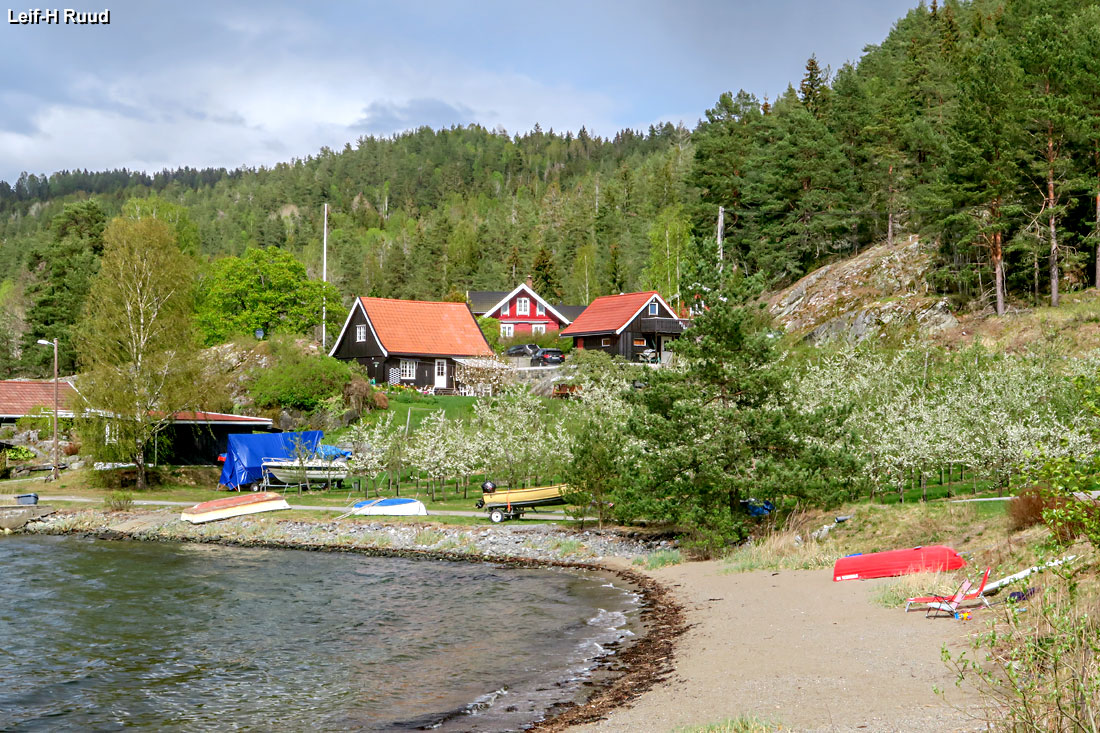
Svartskog
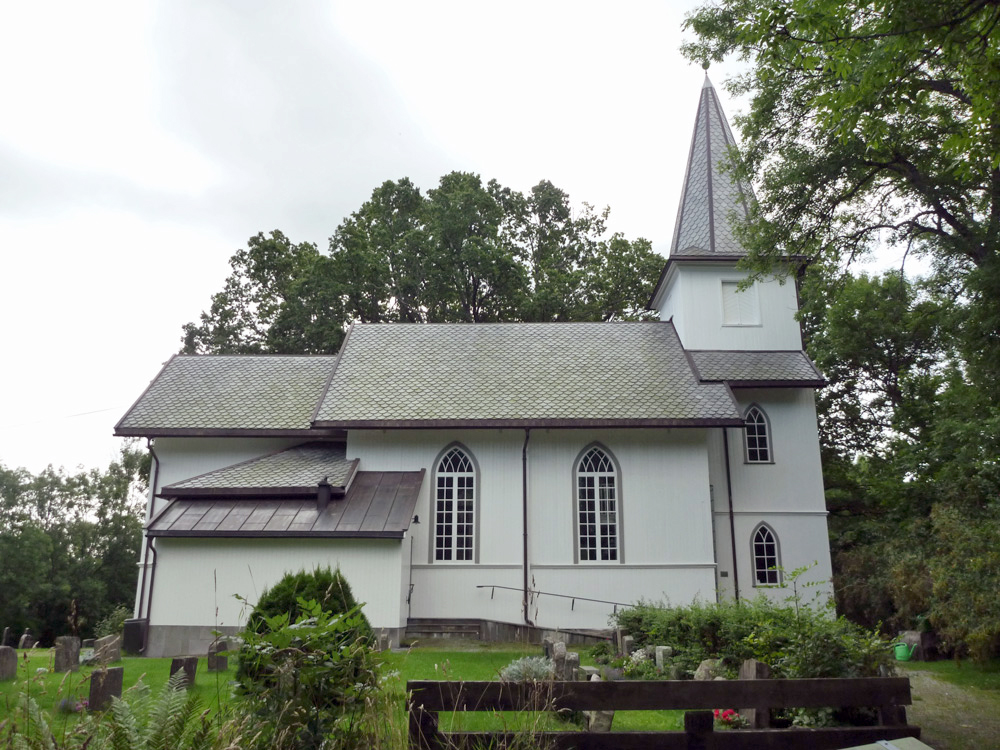
Oppegård kirke